# Трайчо Христов
Трайчо (Трайче) Христов е български революционер, малешевски войвода на Вътрешната македоно-одринска революционна организация.

## Биография
Трайчо Христов е роден през 1880 година в град Енидже Вардар (Па̀зар). Според други източници е роден във Велес. Учи българската мъжка гимназия в Солун. По-късно учи в Кюстендилското педагогическо училище, където е член на Младежкото македонско дружество.
Учителства във малешевското село Владимирово и Велес. Действа като терорист на ВМОРО и е сред първите организатори във Велешко. От пролетта на 1901 година минава в нелегалност и от 1902 година е войвода в Малешевско и Гевгелийско. През април 1902 година четата е открита край село Владимирово и в избухналото сражение от 18 четници остават живи само 4, които под войводството на Никола Дечев заминават за Велешко.
Умира на 3 март 1907 година в София. Според други източници загива в сражение.